# Emma Trosse
Emma Johanna Elisabeth Trosse, verheiratete Külz-Trosse (* 6. Januar 1863 in Gransee; † 23. Juli 1949 in Bad Neuenahr-Ahrweiler) war eine deutsche Autorin von wissenschaftlicher Literatur und Sachliteratur, Lehrerin, Schulleiterin und Dichterin. Von Bedeutung sind ihre Beiträge zur Sexualwissenschaft zwischen 1895 und 1900, die Pionierarbeiten zur weiblichen Homosexualität und zur Asexualität darstellen. So veröffentlichte sie 1895 eine der ersten wissenschaftlichen Arbeiten zur Homosexualität und setzte sich für den rechtlichen Schutz von Homosexuellen ein. Sie war die erste bekannte Frau, die wissenschaftlich über lesbische Sexualität diskutierte.
Weiterhin veröffentlichte Emma Trosse Bücher, in denen alte medizinische Praktiken im mittelalterlichen Europa sowie bei Griechen und Ägyptern analysiert wurden. Nach ihrer Heirat arbeitete sie in der Diabetes-Klinik ihres Mannes und schrieb Texte über Diabetes.

## Jugend
Emma Johanna Elisabeth Trosse wurde als Tochter von Emma Emilie Therese Trosse, geborene Böther, und Friedrich Trosse geboren. Früh in ihrem Leben zeigte sie große Begabung im Erlernen von Fremdsprachen und beherrschte sieben Sprachen. Sie stammt aus einer Pädagogenfamilie, studierte Pädagogik in Berlin und wurde daraufhin zunächst Lehrerin.
Als einer der ersten weiblichen Studenten schrieb sie sich in Berlin in der Philosophischen Fakultät ein.

„In der damaligen Zeit war »das Studieren« noch dem männlichen Geschlecht vorbehalten. Wir können es uns heute kaum mehr vorstellen, daß Fräulein stud. phil. Emma Trosse, wenn sie die von ihr belegten Vorlesungen hören wollte, 10 bis 15 Minuten vor Vorlesungsbeginn anwesend sein mußte, ihren Platz hinter einem Vorhang bezog und diesen Platz erst verlassen durfte, wenn die männlichen Kommilitonen den Hörsaal nach Vorlesungsschluß geräumt hatten.“

Neben ihrer beruflichen Tätigkeit als Lehrerin veröffentlichte sie verschiedene Gedichte und gilt auch heute noch als „die Heimatdichterin des Ahrtals“.

## Karriere
Trosse begann ihre Karriere als Lehrerin an der öffentlichen Schule in Gransee und unterrichtete anschließend am Frauengymnasium in Gnesen. Ihre nächste Position war als Gouvernante bzw. Lehrerin in Schneidlingen bei Magdeburg und dann unterrichtete sie an der öffentlichen Schule von Obernkirchen in den Bückebergen. Nach ihrer Rückkehr nach Hannover bestand sie die Schulleiterprüfung in Hannover und begann ihre Arbeit als Direktorin des Frauengymnasiums und des Internats in Würzburg. Als sie in den Urlaub ins Ahr-Tal fuhr, verliebte sie sich in die Gegend, gab ihre Position in Würzburg auf und begann, Gedichte über die Gegend zu veröffentlichen. 1893 eröffnete sie mit Hermine Dulsmann, der Baronin von Bardeleben, in Bad Neuenahr ein Mädcheninternat.
1895 begann Trosse, eine Reihe von Werken zu veröffentlichen, die sich mit Homosexualität befassten und versuchten, die wissenschaftliche Definition der natürlichen Sexualität neu zu definieren. Ihre erste Veröffentlichung Der Konträrsexualismus in Bezug auf Ehe und Frauenfrage war die erste Arbeit einer deutschen Frau zur Homosexualität. In ihrer Studie, die ein Jahr vor Magnus Hirschfelds ersten Veröffentlichungen und vor denen von Johanna Elberskirchen und Anna Rüling veröffentlicht wurde, argumentierte sie, Homosexualität sei ein natürlicher Zustand und eine Vielfalt, die in der Natur auftauche. Sie argumentierte, dass gleichgeschlechtliche Anziehung und Asexualität keine Anomalien oder Ausnahmen von der natürlichen Ordnung seien und daher homosexuelle Menschen nicht diskriminiert werden sollten und der Staat Maßnahmen ergreifen solle, um das Recht der Menschen auf sexuelle Freiheit zu schützen. Sie betrachtete den sexuellen Binarismus eher als eine moralische als eine wissenschaftliche Position. Dieser ersten Veröffentlichung folgten zwei weitere Behandlungen des Themas: Ein Weib? Psychologisch-biographisch: Studie über eine Konträrsexuelle (1897) und Ist „freie Liebe“ Sittenlosigkeit? (Ist „freie Liebe“ unmoralisch? 1897, 2. Auflage 1900). Die Zensur verbot die Artikel in Österreich-Ungarn, dem Deutschen Reich und Russland schnell als unmoralisch.
Im Jahr 1896 veröffentlichte Trosse zwei Artikel in englischer Sprache über altes medizinisches Wissen, nach einer Schrift von Alexander von Tralleis (Verbrannte Substanzen und Quellen der an die Griechen gelieferten Heilmittel). Sie veröffentlichte auch Informationen über ägyptische und mittelalterliche Heilpraktiken in Norwegen.
Um 1897 oder 1898 lernte sie Georg Alexander Constantin Külz kennen, den sie 1900 heiratete. Kurz nach dem Treffen mit Külz veröffentlichte sie einen Gedichtband Was die Ahr rauscht (1899). Da das deutsche Recht verheirateten Frauen das Unterrichten untersagte, verlor sie nach ihrer Heirat ihre Anstellung und arbeitete in der von dem Ehepaar gegründeten Diabetes-Klinik, der ersten in der Region, die Diabetiker behandelte. Nach der Geburt ihrer Tochter Irmgard 1902 arbeitete Külz-Trosse im Kliniklabor und veröffentlichte weiterhin unter den Namen E. Külz und E. Külz-Trosse. In einem Artikel, der gemeinsam mit ihrem Ehemann „C. Külz“ in Das Breslauer Arzneibuch veröffentlicht wurde, analysierten sie mittelalterliche medizinische Praktiken in Breslau.
1923, nach der Rückkehr aus dem Krieg, starb ihr Ehemann und sein Cousin Ludwig Külz zog nach Bad Neuenahr, um den Betrieb der Klinik zu übernehmen. Seine Morphinsucht war problematisch, und Külz-Trosse hatte Mühe, die Einrichtung offen zu halten, bis ihre Tochter einen Arzt, Erwin Quednow, heiratete, der die Leitung der Klinik übernahm, die auch später noch als „Spezial-Sanatorium für Zuckerkranke“ Sanatorium Dr. Külz in Bad Neuenahr bestand. Külz-Trosse kümmerte sich um die fünf Kinder des Paares und veröffentlichte weiterhin medizinische Artikel. 1930 veröffentlichte sie zur "Dauerheilung der Zuckerkrankheit" und 1936 einen polnischen Artikel Trwałe wyleczenie cukrzycy zum selben Thema.

## Tod und Vermächtnis
Külz-Trosse verlor im Alter ihr Augenlicht und war zum Zeitpunkt ihres Todes am 23. Juli 1949 in Bad Neuenahr völlig blind. Im Jahr 2010 veranstaltete das Schwule Museum eine Ausstellung zu Ehren ihrer Pionierarbeit in der Sexologie. Im Jahr 2011 wurde die Ausstellung in Mannheim gezeigt.

## Schriften (Auswahl)
- Der Konträrsexualismus in Bezug auf Ehe und Frauenfrage. Max Spohr Verlag, Leipzig 1896.
- Ein Weib? Psychologisch-biographische Studie über eine Konträrsexuelle. Max Spohr Verlag, Leipzig 1897.
- Ist freie Liebe Sittenlosigkeit? Max Spohr Verlag, Leipzig 1897.
- Was die Ahr rauscht. Gedichte. 1899.
- C. Külz, E. Külz-Trosse (Hrsg.): Das Breslauer Arzneibuch. R[hedigeranus] 291 der Stadtbibliothek. Teil 1: Text. Dresden 1908 (= Monatsblatt des Goslaer C. V. naturwissenschaftlicher und medizinischer Vereine an deutschen Hochschulen. Jahrgang III und IV).[9]